# 霧島昇
霧島 昇（きりしま のぼる、1914年（大正3年）6月27日 - 1984年（昭和59年）4月24日）は、戦前から戦後にかけて活躍した流行歌手。本名は坂本 榮吾。福島県双葉郡大久村（現在のいわき市）出身。1979年（昭和54年）紫綬褒章受章。

## 経歴
1914年（大正3年）に福島県双葉郡大久村（現在のいわき市大久町）の農家の三男として生まれる。小学校を卒業後上京し、中学に通いながらボクサーを目指すが断念、テノールの藤原義江のレコードを聴き、日本の歌曲を流行歌として歌いたいと思い、苦学しながら東洋音楽学校（現在の東京音楽大学）を卒業。
浅草のレビュー小屋でアルバイトをする傍ら吹き込んだエヂソン・レコード『僕の思い出』がコロムビア文芸部長・松村重武（俳優の松村達雄の実父）の目にとまり、1936年（昭和11年）にコロムビアに入社。同社の看板スターであった松平晃を目標として歌唱技術を磨き、松平にはないテノールの甘い声質と邦楽的技巧表現を生かした。

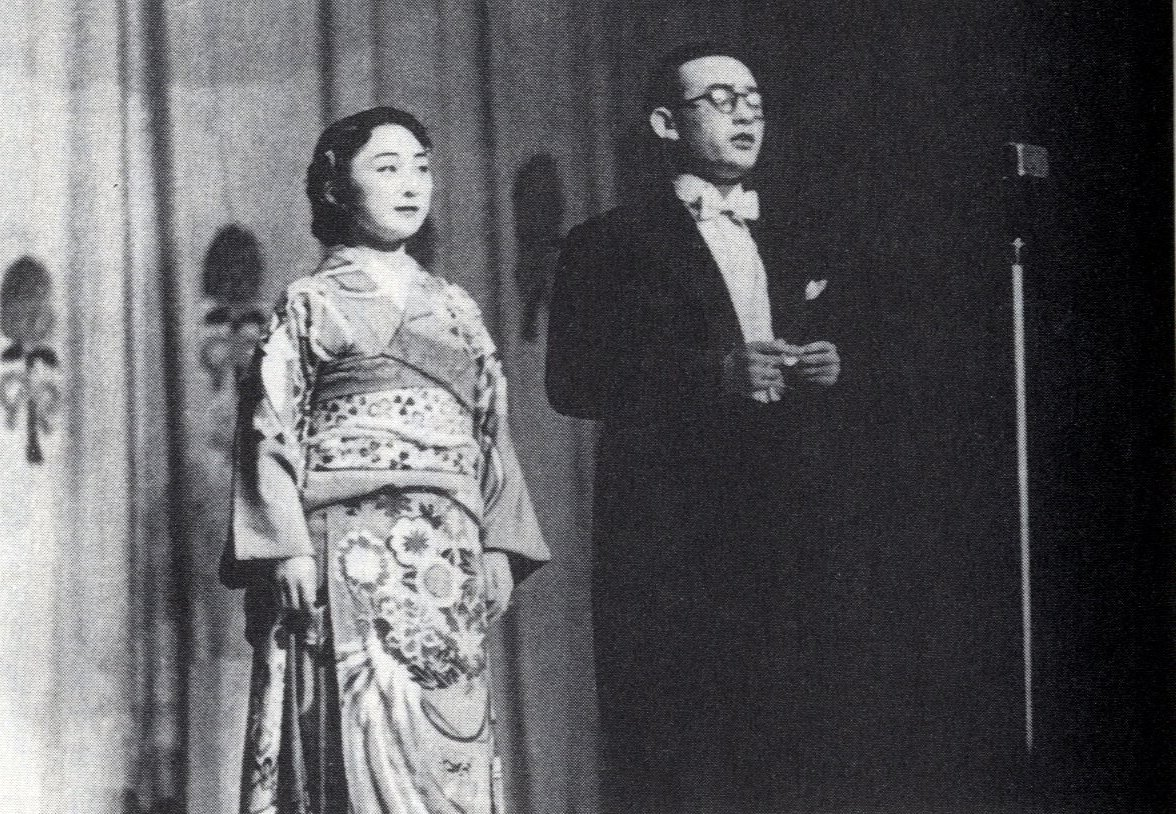
妻・松原操とともに（1939年）

翌1937年（昭和12年）に『赤城しぐれ』でデビュー。1938年（昭和13年）に松竹映画『愛染かつら』の主題歌『旅の夜風』を当時大スターだったミス・コロムビア（本名・松原操＝後に本名を芸名とする）と共に吹き込み大ヒット。発売1年間で120万枚を超え日本のレコード史上初めてのミリオンセラーとなった。1939年（昭和14年）にミス・コロムビアと結婚。前年に吹き込んだ『旅の夜風』が縁結びとなった。その後も『一杯のコーヒーから』『愛染夜曲』『愛染草紙』『純情二重奏』『誰か故郷を想わざる』『新妻鏡』『目ン無い千鳥』『蘇州夜曲』『相呼ぶ唄』『そうだその意気』『若鷲の唄』『勝利の日まで』などのヒットを飛ばし「コロムビアのドル箱」と呼ばれた。特に誰か故郷を想わざるは初めは全くヒットしなかったが売れないレコードを恤兵慰問品として慰問袋に詰め中国大陸の兵隊に送ったところ、望郷の念に晒された兵士の間で良く歌われ、日本の内地へ逆輸入される形になり国内でも爆発的なヒットとなる。半年で70万枚を超えるビッグヒットとなり、戦後もNHKののど自慢などで良く歌われ大変息の長い傑作となった。作詞の西条八十、作曲の古賀政男、歌った霧島昇の代表作となる。
1943年（昭和18年）、召集令状を受け、大日本帝国海軍横須賀海兵団に入隊。すでに極度の近眼のため徴兵検査で不合格となっていたが、霧島のファンである海兵団の伊藤竹夫大佐が軍医長に命じ、身体検査をパスさせた。海軍では、情報蒐集及び宣伝を主任務とした副長付班に所属した。
戦後は並木路子と吹き込んだ『リンゴの唄』を皮切りに『麗人の唄』『三百六十五夜』『旅役者の唄』『胸の振子』『旅の舞姫』『夢去りぬ』『赤い椿の港町』『ギター月夜』『白虎隊』『石狩エレジー』などのヒットを放った。生涯に吹き込んだ数は3千曲を超えた。
NHK紅白歌合戦にも5回出場している（詳細は下記参照）が、霧島は無口で真面目な人柄で、極度のあがり症だったという。
おしどり夫婦として知られ、松原との間に4人の子供をもうけた。息子の坂本紀男は東京音楽大学主任教授で、『思い出のメロディー』（NHK総合）に出演し、父の代表曲を歌ったことがある。紀男の他に娘が3人おり、三女の大滝てる子は母の芸名を継ぎ「二代目 松原操」として両親の楽曲を歌い継いでいる。
霧島は1984年（昭和59年）4月24日、腎不全のため69歳で死去し、翌日に大田区田園調布一丁目の自宅にて通夜が執り行われ、翌々日に東京都港区の長谷寺にて告別式が執り行われた。妻の松原も霧島の死から2か月後の同年6月19日に73歳で死去した。現在も長谷寺に夫妻の墓所が営まれている。
霧島の出身である福島県いわき市には『誰か故郷を想わざる』の歌碑が建立されている。

## 代表曲

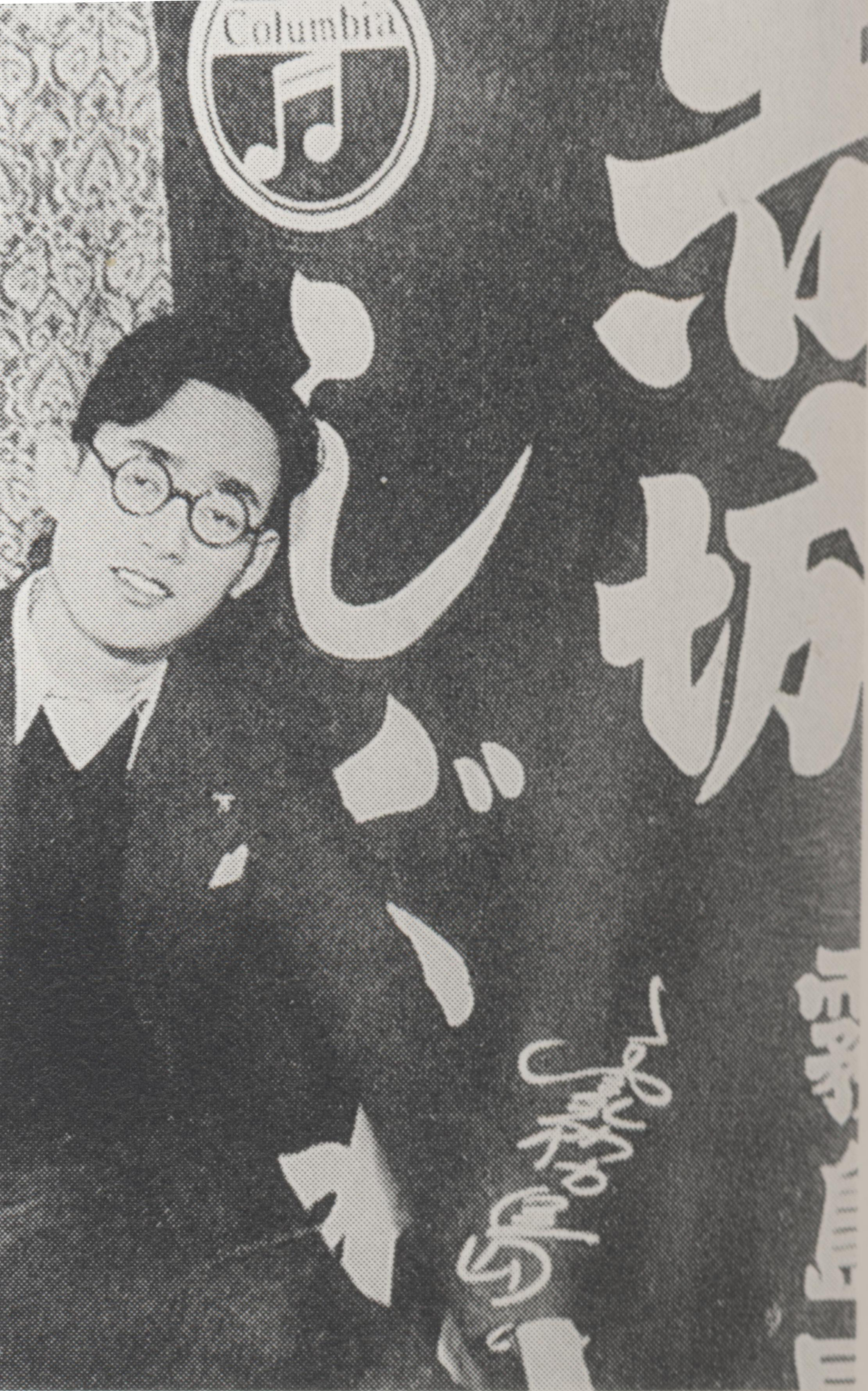
デビュー当時の霧島昇

- 僕の思い出(1936) - 坂本英夫の名前でエジソンレコードから発売。作詞：島田磬也／作曲：飯田景応
- 月の夜船(1936) - 作詞：西岡水郎／作曲：古関裕而
- 思い出の江ノ島(1936) - 作詞：久保田宵二／作曲：竹岡信幸
- 赤城しぐれ(1937) - 作詞：久保田宵二／作曲：竹岡信幸／編曲：奥山貞吉
- 春の大空(1937) - 作詞：高橋掬太郎／作曲：江口夜詩
- 夕日のアリナレ(1937) - 共唱：赤坂百太郎、作詞：西岡水郎／作曲：江口夜詩
- 街のピエロ(1937) - 作詞：久保田宵二／作曲：服部良一
- 野菊の歌(1937) - 作詞：西條八十／作曲：江口夜詩
- 安蔵の唄(1937) - 作詞：邦枝完二／作曲：大村能章
- 男のまごころ(1937) - 作詞：佐藤惣之助／作曲：万城目正
- 恋の唐人船(1937) - 作詞：久保田宵二／作曲：竹岡信幸
- 女夫やくざ(1937)  - 共唱：音丸、作詞：西條八十／作曲：江口夜詩
- 広ブラ・ソング(1937) - 作詞：高橋掬太郎／作曲：竹岡信幸
- 二人の青空(1937) - 作詞：久保田宵二／作曲：竹岡信幸
- 納税愛国の歌(1937) - 作詞：本田信寿／作曲：古關裕而
- 泣くな比芙美(1937) - 共唱：二葉あき子、作詞：最上洋／作曲：古關裕而
- 峠の馬子唄(1937) - 作詞：久保田宵二／作曲：古關裕而
- 浮世ぐるま(1937) - 作詞：林柳波／作曲：服部良一
- 敵前上陸(1937) - 作詞：佐藤惣之助／作曲：長谷川賢二
- 矢ぶみ(1937)-共唱：伊藤久男-作詞：佐藤春夫／作曲：奥山貞吉
- 雨の降る夜(1937) - 作詞：西條八十／作曲：江口夜詩
- 木曽路の旅唄(1937) - 作詞：久保田宵二／作曲：奥山貞吉
- 月はマストに(1937) - 作詞：西條八十／作曲：江口夜詩
- 落葉ざんげ(1937) - 作詞：西條八十／作曲：江口夜詩
- 街のジンタ(1937) - 作詞：西岡水郎／作曲：古關裕而
- 露営の歌(1937) - 共唱：中野忠晴・松平晃・伊藤久男・佐々木章、作詞：薮内喜一郎／作曲：古關裕而／編曲：奥山貞吉
- 続・露営の歌(1937)  - 共唱：伊藤久男・二葉あき子、作詞：佐藤惣之助／作曲：古關裕而
- 前線への便り(1937)  - 共唱：ミス・コロムビア、作詞：西條八十／作曲：江口夜詩
- 愛の輝き(1937) - 作詞：高橋掬太郎／作曲：万城目正
- 涙の三人旅(1937) -  共唱：二葉あき子・音丸、作詞：西條八十／作曲：江口夜詩
- 歌え若人(1937) - 作詞：島田芳文／作曲：服部良一
- 国境の旗風(1937) - 作詞：久保田宵二／作曲：古關裕而
- 佐渡の舟唄(1937) - 作詞：深草三郎／作曲：明本京静
- ながれの浮草(1937) - 作詞：高橋菊太郎/作曲：服部良一
- 落葉の夢(1937) - 作詞：松村又一／作曲：古関裕而
- 青空街道(1937) - 作詞：久保田宵二／作曲：竹岡信幸
- やくざ旅(1937) - 作詞：久保田宵二／作詞：服部良一
- 青春航路(1937)-作詞：高橋菊太郎/作曲：古関裕而
- 君と北支で-共唱：ミスコロムビア　作詞：高橋菊太郎／作曲：江口夜詩
- 勇士を送る歌(1947)-作詞：高橋菊太郎／作曲：古関裕而
- 愛国行進曲(1938) -  共唱：伊藤久男・松原操・二葉あき子ほか、作詞：森川幸雄／作曲：瀬戸口藤吉
- 夜霧の波止場(1938) - 作詞：高橋掬太郎／作曲：江口夜詩
- なさけ七島(1938) - 作詞：高橋掬太郎／作曲：竹岡信幸
- 銃後の護り(1938)  - 共唱：音丸、作詞：久保田宵二／作曲：竹岡信幸
- 軍国の兄弟(1938)  - 共唱：伊藤久男、作詞：高橋掬太郎／作曲：奥山貞吉
- 噫南郷大尉(1938) - 作詞：松島慶三／作曲：江口夜詩
- トーチカ節(1938) - 作詞：深草三郎／作曲：明本京静
- 決死の伝令(1938) - 作詞：久保田宵二／作曲：天池芳雄
- 春の江の島(1938)-作詞：久保田宵二／作曲：天池芳雄
- 建国奉仕隊の歌(1938) - 作詞：今井広史／作曲：山田耕筰
- あゝ故郷(1938) - 作詞：西條八十／作曲：江口夜詩
- さくら進軍(1938)  - 共唱：松平晃、作詞：西條八十／作曲：古關裕而
- 皇軍入場(1938)  - 共唱：伊藤久男、作詞：西條八十／作曲：古關裕而
- 戦場投げ節(1938) - 作詞：佐藤惣之助／作曲：阿部武雄
- 色は黒いが(1938)  - 共唱：二葉あき子、作詞：山口白陽／作曲：金堀伸夫
- 愛国譜(1938) - 作詞：町田敬二／作曲：古關裕而
- ちぎれ雲(1938) - 作詞：西條八十／作曲：竹岡信幸
- 弾雨の中から(1938) - 作詞：久保田宵二／作曲：阿部武雄
- 出征五人男(1938)  - 共唱：伊藤久男・松平晃ほか、作詞：高橋掬太郎／作曲：明本京静
- 傷痍の勇士(1938)  - 共唱：ミス・コロムビア、作詞：土岐善麿／作曲：堀内敬三
- 旅の夜風(1938)  - 共唱：ミス・コロムビア、作詞：西條八十／作曲：万城目正／編曲：万城目正
- 銃後県民行進曲(1938)  - 共唱：二葉あき子、作詞：西條八十／作曲：古關裕而
- 我は再び銃執らん(1938)  - 共唱：佐々木章、作詞：杉村清一／作曲：明本京静
- チョコレートと兵隊(1939)  - 共唱：ミス・コロムビア、作詞：サトウハチロー／作曲：竹岡信幸
- みどりの朝(1939) - 作詞：久保田宵二／作曲：江口夜詩
- 友情夜曲(1939) - 作詞：小田村政雄／作曲：阿部武雄
- キャンプ張って(1939) - 作詞：松村又一／作曲：阿部武雄
- 愛馬進軍歌(1939)  - 共唱：ミス・コロムビア、作詞：久保井信夫／作曲：新城正一
- 伊豆の夕月(1939) - 作詞：久保田宵二／作曲：江口夜詩
- 父よあなたは強かった(1939) - 共唱：伊藤久男・二葉あき子・松原操、作詞：福田節／作曲：明本京静／編曲：奥山貞吉
- 露営の月(1939) - 作詞：久保田宵二／作曲：竹岡信幸
- 別れ路の歌(1939)  - 共唱：二葉あき子、作詞：高橋掬太郎／作曲：万城目正／編曲：万城目正
- 一杯のコーヒーから(1939)  - 共唱：ミス・コロムビア、作詞：藤浦洸／作曲：服部良一／編曲：服部良一
- 夜のルムバ(1939) - 作詞：藤浦洸／作曲：Lecuona &Morse
- 小鳥鳴く日(1939) - 共唱：ミス・コロムビア、作詞：久保田宵二／作曲：古關裕而　
- 満州鉄道唱歌(上)(1939)  - 共唱：ミス・コロムビア、作詞：藤　晃太郎／作曲：古關裕而
- 軍神西住大尉(1939) - 作詞：西條八十／作曲：江口夜詩
- 健全生活の歌(1939) - 共唱：二葉あき子、作詞：市来冨子／作曲：酒井義雄
- 仰げ軍功(1939) - 共唱：二葉あき子、作詞：得丸一郎/作曲：竹岡信幸
- 愛染夜曲(1939) - 共唱：ミス・コロムビア、作詞：西條八十／作曲：万城目正／編曲：万城目正
- 純情二重奏(1939) - 共唱：高峰三枝子、作詞：西條八十／作曲：万城目正／編曲：万城目正
- 日本の妻(1939) - 共唱：奥山彩子、作詞：西條八十／作曲：奥山貞吉
- 赤城の月(1939) - 作詞：久保田宵二／作曲：竹岡信幸
- 喧嘩鳶(1939) - 作詞：邦枝完二／作曲：阿部武雄
- 富士に別れて(1939) - 共唱：ミス・コロムビア、作詞：武川理佐久／作曲：明本京静
- 軍港小唄(1939) - 共唱：海野啓一／作曲：万城目正
- 月のデッキで(1939) - 作詞：高橋掬太郎／作曲：明本京静／編曲：奥山貞吉
- 花の亜細亜に春が来る(1939)  - 共唱：ミス・コロムビア、作詞：久保田わかゑ／作曲：古關裕而
- くろがねの力(1939) - 共唱：伊藤久男・松原操・二葉あき子、作詞：浅井新一／作曲：江口夜詩／編曲：奥山貞吉
- 産業日本の歌(1939) - 協調会産業福利部／作曲：奥山貞吉
- 家庭防空の歌(1939) - 共唱：二葉あき子、作詞：久保田宵二／作曲：明本京静
- 涙のすみれ(1939) - 共唱：二葉あき子、作詞：西條八十／作曲：早乙女光
- 黒髪部隊の歌(1939) - 共唱：奥山彩子、作詞：西條八十／作曲：明本京静
- 戦時名古屋市民の歌(1939)-作詞：藤やよい／作曲：明本京静
- 愛染草紙(1939)  - 共唱：ミス・コロムビア、作詞：西條八十／作曲：万城目正／編曲：奥山貞吉
- 新妻模様(1940)  - 共唱：ミス・コロムビア、作詞：久保田宵二／作曲：古賀政男
- 誰か故郷を想わざる(1940) - 作詞：西條八十／作曲：古賀政男／編曲：古賀政男
- 奉祝国民歌　紀元二千六百年(1940) - 共唱：藤山一郎・伊藤久男・二葉あき子・松原操、作詞：増田好生／作曲：森　儀八郎
- 愛の紅椿(1940) - 共唱：田中絹代、作詞：西條八十／作曲：万城目正
- 思ひ出夜曲(1940) - 共唱：奥山彩子、作詞：サトウハチロー／作曲：早乙女光
- 畝傍の松風(1940) - 共唱：松原操 ほか、作詞：西條八十／作曲：古關裕而
- 興亜の凱歌(1940) - 作詞：久保田宵二／作曲：明本京静
- ふるさと通信(1940) - 作詞：佐藤惣之助／作曲：竹岡信幸
- 曠野の花(1940) - 作詞：久保田宵二／作曲：古關裕而
- 御稜威あまねき(1940) - 作詞：国家選定課／作曲：古關裕而
- 旅の喫茶店で(1940) - 作詞：高橋掬太郎／作曲：服部良一
- 別れゆく花(1940) - 共唱：ミス・コロムビア、作詞：西條八十／作曲：竹岡信幸
- 興安吹雪(1940) - 作詞：久保田宵二／作曲：古關裕而
- 蘇州夜曲(1940) - 共唱：渡辺はま子、作詞：西條八十／作曲：服部良一／編曲：仁木他喜雄
- 新妻鏡(1940) - 共唱：二葉あき子、作詞：佐藤惣之助／作曲：古賀政男／編曲：古賀政男
- 目ン無い千鳥(1940) - 共唱：ミス・コロムビア、作詞：サトウ・ハチロー／作曲：古賀政男／編曲：古賀政男
- 燃ゆる大空(1940) - 共唱：藤山一郎、作詞：佐藤惣之助／作曲：山田耕筰／編曲：仁木他喜雄
- 北満ひとり旅(1940) - 作詞：久保田宵二／作曲：仁木他喜雄
- 夕日の戦線(1940) - 共唱：ミス・コロムビア、作詞：久保田宵二／作曲：江口夜詩
- 浪花女(1940) - 共唱：二葉あき子、作詞：西條八十／作曲：古關裕而
- 花ある人生(1940) - 作詞：高橋掬太郎／作曲：古賀政男
- 我等は兵ぞ(1940) - 作詞：浦路耕之助／作曲：石田吉男
- 空の勇士(1940) - 共唱：藤山一郎ほか、作詞：大槻一郎／作曲：蔵野今春
- 相呼ぶ歌(1940) - 共唱：菊池章子、作詞：西條八十／作曲：古賀政男／編曲：古賀政男
- 嘆きの花傘(1940) - 共唱：菊池章子、作詞：長田幹彦／作曲：奥山貞吉
- 赤城ブルース(1940) - 作詞：久保田宵二／作曲：奥野椰夫
- 仰げ軍功(1940) - 共唱：二葉あき子、作詞：得丸一郎／作曲：竹岡信幸
- 汗を流して(1940) - 共唱：菊池章子、作詞：佐藤惣之助／作曲：仁木他喜雄
- 愛染ながし(1940) - 作詞：西條八十／作曲：万城目正
- 晴小袖(1940) - 共唱：二葉あき子、作詞：西條八十／作曲：万城目正
- 大政翼賛の歌(1940) - 共唱：伊藤久男・二葉あき子ほか、作詞：山岡勝人／作曲：鷹司平通
- 航空日本の唄(1940) - 共唱：藤山一郎・伊藤久男・二葉あき子ほか、作詞：中川秀雄／作曲：佐々木すぐる
- 槍の権三(1940) - 作詞：高橋菊太郎／作曲：竹岡信幸
- 静岡復興行進曲(1940)-共唱：奥村彩子　作詞：森きん子／作曲：明本京静
- 宣戦布告(1941) - 共唱：伊藤久男、作詞：野村俊夫／作曲：古關裕而
- 男の胸は太陽だ(1941) - 作詞：佐藤惣之助／作曲：竹岡信幸
- 向ふ三軒両隣り(1941) - 共唱：二葉あき子、作詞：サトウハチロー／作曲：佐々木すぐる
- 僕等の青空(1941) - 作詞：野村俊夫／作曲：服部良一
- ふるさとの歌(1941) - 作詞：西條八十／作曲：竹岡信幸
- 朗らかな鐘(1941) - 作詞：サトウハチロー／作曲：服部良一
- 億兆一心(1941) - 共唱：松原操　作詞：佐藤惣之助／作曲：仁木他喜夫
- 隣組行進曲(1941) - 共唱：松原操・高橋祐子、作詞：不明／作曲：古宇田明子
- 三国旗かざして(1941) - 共唱：伊藤久男・二葉あき子、作詞：大木惇夫／作曲：山田耕筰
- 山の凱歌(1941) - 共唱：伊藤久男、作詞：西條八十／作曲：古賀政男
- 愛国班の歌(1941) - 共唱：松原操、作詞：佐藤惣之助／作曲：白磯巌
- 蒙古の月(1941) - 共唱：松原操、作詞：サトウハチロー／作曲：服部良一
- みんな揃って翼賛だ(1941) - 共唱：松原操・高橋祐子、作詞：西條八十／作曲：古關裕而
- 南進男児の歌(1941) - 作詞：若杉雄三郎／作曲：古關裕而
- 岬まわれば(1941) - 作詞：奥野椰子夫／作曲：仁木他喜雄
- 春之助の唄(1941) - 共唱：二葉あき子、作詞：西條八十／作曲：服部良一
- 元気で行かうよ(1941) - 作詞：西條八十／作曲：古關裕而
- そうだその意気(1941) - 共唱：松原操・李香蘭、作詞：西條八十／作曲：古賀政男／編曲：仁木他喜雄
- 丘のそよ風(1941) - 作詞：松村又一／作曲：古關裕而
- 君よ共に歌わん(1941) - 共唱：松原操、作詞：サトウハチロー／作曲：古關裕而
- 若きマリア(1941) - 共唱：松原操、作詞：西條八十／：竹岡信幸
- 国民恤兵歌(1941) - 共唱：伊藤久男、作詞：佐藤惣之助／作曲：古關裕而
- 勇士の子供(1941) - 作詞：遠山晴夫／作曲：万城目正
- 父なきあと(1941) - 共唱：二葉あき子、作詞：氏原大作／作曲：万城目正
- 台南小唄(1941) - 共唱：渡邉はま子、台南州選定
- 警防行進曲(不明) - 共唱：松原操、作詞：大日本警防協会選定／作曲：古賀政男
- 明日の運命(1941) - 共唱：渡邊はま子、作詞：西條八十／作曲：服部良一
- なんだ空襲(1941) - 共唱：二葉あき子・松原操、作詞：大木惇夫／作曲：山田耕筰
- おらんだ草紙(1941) - 作詞：野村俊夫／作曲：古關裕而
- ヨコハマ懐古(1941) - 共唱：渡邊はま子、作詞：佐藤惣之助／作曲：竹岡信幸
- 女の旅歌(1941) - 共唱：豆千代、作詞：西條八十／作曲：山田耕筰
- 南の星(1941) - 作詞：西條八十／作曲：服部良一
- 茜の雲の燃ゆる時(1941) - 共唱：松原操、作詞：大木惇夫／作曲：古賀政男
- 思ひ出の記(1941) - 作詞：大木惇夫／作曲：古賀政男
- 山の唄(1941) - 作詞：長田幹彦／作曲：平川英夫
- 次の時代は僕等の腕(1941) - 共唱:コロムビア合唱団、作詞：佐藤惣之助／作曲：白磯巌
- 太陽と共に(1941)-松本子子／作曲：白磯巌
- 大東亜決戦の歌(1942) - 共唱：藤山一郎、作詞：伊藤豊太／作曲：帝国海軍軍楽隊／編曲：仁木他喜雄
- 吾輩は猫である(1942) - 作詞：西條八十／作曲：古關裕而
- 一億みんな戦友だ(1942) - 作詞：野村俊夫／作曲：明本京静
- 日本晴だよ(1942) - 作詞：佐藤惣之助／作曲：服部良一
- 堕としたぞシンガポール(1942) - 作詞：西條八十／作曲：古賀政男
- 素晴らしき首途(1942) - 作詞：西條八十／作曲：古賀政男
- 打倒英米(1942) - 作詞：西條八十／作曲：古賀政男
- 母を呼ぶ歌(1942) - 共唱：高峰三枝子、作詞：西條八十／作曲：古賀政男
- 凄い日焼だ(1942) - 作詞：豊島利夫／作曲：加賀谷伸
- 陸軍落下傘部隊の歌(1942) - 作詞：陸軍航空本部／作曲：山田耕筰
- 皇民行進曲(1942) - 作詞：鳥越強／作曲：山田耕筰
- 元気でご奉公(1942) - 共唱：二葉あき子、作詞：長崎浩／作曲：山田耕筰
- 世紀の凱歌(1942) - 作詞：野村俊夫／作曲：明本京静
- 別れ鳥(1942) - 共唱：二葉あき子、作詞：サトウハチロー／作曲：万城目正
- 今年の燕(1942) - 共唱：松原操、作詞：安藤一郎／作曲：弘田龍太郎／編曲：仁木他喜雄
- 花の生命(1942) - 共唱：李香蘭、作詞：白井鐵造／作曲：古賀政男
- 戦い抜こう大東亜戦(1942) - 作詞：大政翼賛会宣伝部／作曲：明本京静／編曲：奥山貞吉
- 壮烈特別攻撃隊(1942) - 作詞：西條八十／作曲：山田耕筰
- 誓いの港(1942) - 作詞：藤浦洸／作曲：古賀政男
- マレー沖の凱歌(1942) - 共唱：二葉あき子、作詞：西條八十／作曲：加賀谷源蔵
- 孝女白菊(1942) - 作詞：西條八十／作曲：服部良一
- 高原の月(1942) - 共唱：二葉あき子、作詞：西條八十／作曲：仁木他喜雄
- みたから音頭(1942) - 共唱：菊池章子、全国民募集歌／作曲：服部良一
- 翼の凱歌(1942) - 共唱：藤山一郎、作詞：佐藤惣之助／作曲：山田耕筰／編曲：服部良一
- 無敵潜水隊の歌(1942) - 共唱：真木あや子、作詞：大木惇夫／作曲：佐々木すぐる
- 輝く希望(1942) - 共唱：菊池章子、作詞：大木惇夫／作曲：服部良一
- 皇軍の戦果輝く(1942) - 作詞：野村俊夫／作曲：古關裕而
- 少国民進軍歌(1942) - 共唱：コロムビア合唱団、陸軍省、海軍省選定
- かちぬくぞ(1942) - 共唱：二葉あき子、作詞：佐々紅華／作曲：伊藤豊太
- 大日本行進曲(1942) - 共唱：松原操、作詞：永井柳太朗／作曲：明本京静
- 故郷の白百合(1943) - 共唱：松原操、作詞：西條八十／作曲：古賀政男
- なつかしの蕃社(1943) - 共唱：菊池章子、作詞：西條八十／作曲：古賀政男
- 楽しい我が家 - 共唱：轟夕紀子、作詞：薗ひさし／作曲：鈴木静一
- 守備隊月夜(1943) - 作詞：西條八十／作曲：服部良一
- 索敵行(1943) - 共唱：伊藤久男・楠木繁夫、作詞：野村俊夫／作曲：万城目正／編曲：服部良一
- 御代の春(1943) - 共唱：並木路子、作詞：山口国敏／作曲：万城目正
- 海の荒鷲(1943) - 共唱：渡邊はま子、作詞：高橋掬太郎／作曲：佐々木すぐる
- 大南方軍の歌(1943) - 大南方軍制定／作曲：古關裕而
- カヌーに乗って(1943) - 作詞：高橋掬太郎／作曲：平川英夫
- 若鷲の歌(1943) - 共唱：波平暁男、作詞：西條八十／作曲：古關裕而／編曲：仁木他喜雄
- 憧れの花園(1943) - 作詞：野村俊夫／作曲：加賀谷伸作
- たそがれの牧場(1943) - 作詞：西條八十／作曲：服部良一
- 海軍予備連の歌(1943) - 作詞：伊藤竹夫／作曲：伊藤竹夫
- 山を讃えよう(1943) - 作詞：藤浦洸／作曲：服部良一
- 大航空の歌(1944) - 共唱：松原操、作詞：西條八十／作曲：佐々木俊一
- 撃ちてし止まむ(1944) - 作詞：小田俊興／作曲：古關裕而
- 勝利の日まで(1944) - 作詞：サトウハチロー／作曲：古賀政男／編曲：仁木他喜雄
- 今ぞ召されて(1944) - 作詞：西條八十／作曲：万城目正
- 水兵さん(1944) - 共唱：近江俊郎、作詞：米山忠雄／作曲：古關裕而
- 雷撃隊出動の歌(1944)  - 共唱：波平暁男、作詞：米山忠雄／作曲：古關裕而／編曲：古關裕而
- 雷撃隊の歌(1944) - 作詞：帝国海軍雷撃隊員／作曲：帝国海軍雷撃隊員／編曲：帝国海軍軍楽隊
- ヨカレン節(1944) - 共唱：近江俊郎、作詞：桧山陸郎／作曲：古關裕而
- 男散るなら - 共唱：近江俊郎、作詞：米山忠雄／作曲：鈴木静一
- リンゴの唄(1946) - 共唱：並木路子、作詞：サトウハチロー／作曲：万城目正／編曲：仁木他喜雄
- そよ風(1946) - 共唱：並木路子、作詞：サトウハチロー／作曲：仁木他喜雄
- 麗人の歌(1946) - 作詞：西條八十／作曲：古賀政男／編曲：古賀政男
- 花咲く銀座(1946) - 共唱：松原操、作詞：西條八十／作曲：中山晋平
- 復興ソング(1946) - 共唱：松原操、大阪新聞選／作曲：服部良一
- 紅い手袋(1946) - 作詞：サトウハチロー／作曲：仁木他喜雄
- 乙女船(1946) - 共唱：奈良光枝、作詞：西條八十／作曲：古賀政男
- 青いクローバー(1946) - 作詞：西條八十／作曲：竹岡信幸
- 旅役者の唄(1946) - 作詞：西條八十／作曲：古賀政男／編曲：古賀政男
- 立ち上り音頭(1946) - 共唱：松原操、作詞：西條八十／作曲：古關裕而
- いとしき唄(1946) - 共唱：栗本尊子、作詞：サトウハチロー／作曲：古關裕而
- 泪のボレロ(1946) - 作詞：藤浦洸／作曲：仁木他喜雄
- 乙女の純情(1946) - 共唱：池真理子、作詞：サトウハチロー／作曲：万城目正
- 赤い灯(1946) - 作詞：西條八十／作曲：佐々木すぐる
- 若いわれら(1946) - 共唱：松原操、作詞：五島茂／作曲：佐々木すぐる
- 裏町セレナーデ(1946) - 共唱：二葉あき子、作詞：野村俊夫／作曲：古賀政男／編曲：平川英夫
- 別れの夜霧(1946) - 作詞：西條八十／作曲：万城目正
- 宝くじの歌(1946) - 共唱：松原操、作詞：藤浦洸／作曲：古関裕而
- 1947年への序曲(1947) - 共唱：藤山一郎・高倉敏・近江俊郎、作詞：西条八十／作曲：古関裕而
- 微笑む人生(1947) - 共唱：松原操、作詞：白井たけお
- 胸の振子(1947) - 作詞：サトウハチロー／作曲：服部良一／編曲：服部良一
- 旅すがた(1947) - 作詞：野村俊夫／作曲：古關裕而
- 東京のバラ(1947) - 作詞：野村俊夫／作曲：服部逸郎
- 赤城の名笛(1947) - 作詞／作曲：神長暸月
- こはくの酒(1947) - 作詞：野村俊夫／作曲：服部逸郎
- 海は我が家(1947) - 作詞：佐藤惣之助／作曲：仁木他喜雄
- おさるとリスの子(1947) - 共唱：大道寺眞由美、作詞：サトウハチロー／作曲：佐々木すぐる
- ハートのクィーン(1947) - 共唱：松原操、作詞：藤浦洸／作曲：服部良一
- チェリー・ソング(1947) - 作詞：野村俊夫／作曲：服部逸郎
- 青春の約束(1947) - 共唱：渡邊はま子、作詞：サトウハチロー／作曲：古賀政男
- 愛の山河(1947) - 作詞：長田幹彦／作曲：平川英夫
- 東京の灯ともし頃(1947) - 作詞：野村俊夫／作曲：服部逸郎
- 夢のみち(1947) - 作詞：野村俊夫／作曲：服部逸郎
- ある月の夜に(1947) - 共唱：松原操、作詞：サトウハチロー／作曲：服部良一
- 今宵も丘に(1947) - 作詞：野村俊夫／作曲：服部逸郎
- 男のまごころ(1947) - 作詞：佐藤惣之助／作曲：万城目正
- 旅の舞姫(1947) - 共唱：二葉あき子、作詞：西條八十／作曲：古賀政男／編曲：古賀政男
- 初恋の頃(1947) - 作詞：西條八十／作曲：古賀正男
- 流れの旅芝居(1947) - 作詞：菊田一夫／作曲：古關裕而
- 捨小舟(1947) - 作詞：野村俊夫／作曲：竹岡信幸
- 夢去りぬ(1948) - 作詞：加茂六郎／作曲：服部良一／編曲：服部良一、淡谷のり子「鈴蘭物語」のカバー曲
- 浮名しぐれ(1948) - 作詞：和泉辰也／作曲：万城目正
- 国境の灯(1948) - 作詞：西條八十／作曲：古關裕而
- 湖畔の花(1948) - 作詞：西條八十／作曲：万城目正
- 三百六十五夜(1948) - 共唱：松原操、作詞：西條八十／作曲：古賀政男／編曲：古賀政男
- あの夢この歌(1948) - 共唱：二葉あき子、作詞：西條八十／作曲：古賀政男／編曲：仁木他喜雄
- 紅雀の歌(1948) - 作詞：西條八十／作曲：古賀政男
- 涙の駒鳥(1948) - 共唱：二葉あき子、作詞：西條八十／作曲：万城目正
- 夜空にひとり(1948) - 共唱：柴田つる子、作詞：藤浦洸／作曲：万城目正
- 私は泣かない(1948) - 作詞：藤田まさと／作曲：古賀正男
- 風に咲く花(1948) - 作詞：作曲　古賀正男
- 桜ばやし(1948) - 共唱：松原操、作詞：野村俊夫／作曲：古関裕而
- 母灯台(1949) - 作詞：丘灯至夫／作曲：原六朗
- 希望に燃えて(1949) - 共唱：伊藤久男・藤山一郎・二葉あき子・近江俊郎ほか、作詞：サトウハチロー／作曲：古賀政男
- おけさ船(1949) - 作詞：門田ゆたか／作曲：竹岡信幸
- 伊豆の夢(1949) - 作詞：森川幸吉／作曲：服部良一
- 人間模様(1949) - 作詞：西條八十／作曲：古賀政男
- 悲恋模様(1949) - 共唱：織井茂子、作詞：西條八十／作曲：万城目正
- 楽しいささやき(1949) - 作詞：丘十四夫／作曲：田代与志
- 銀座シャンソン(1949) 共唱：二葉あき子、作詞：門田ゆたか／作曲：古賀政男
- 恋の十三夜(1949) - 共唱：奈良光枝、作詞：西條八十／作曲：万城目正
- 旅芸人の唄(1949) - 作詞：西條八十／作曲：万城目正
- 懐かしの乙女(1949) - 共唱：奈良光江、作詞：西条八十／作曲：古関裕而
- 想い出月夜(1949) - 作詞：西条八十／作曲：古賀正男
- 緑の並木路(1950) - 共唱：折原啓子、作詞：門田ゆたか／作曲：竹岡信幸／編集：仁木他喜雄
- ハワイの夜(1950) - 作詞：丘十四夫／作曲：古賀政男
- 悲恋椿(1950) - 共唱：高峰麻梨子、作詞：野村俊夫／作曲：万城目正
- 玄海しぶき(1950)  - 作詞：野村俊夫／作曲：古賀政男
- 波路は暮れて(1950)-作詞：野村俊夫／作曲：平川英夫
- 赤い椿の港町(1951) - 作詞：西條八十／作曲：上原げんと／編曲：上原げんと
- 故郷は心のゆりかご(1951) - 作詞：野村俊夫／作曲：田村しげる
- 我が家の灯し頃(1951) - 作詞：門田ゆたか／作曲：上原げんと
- 夜の裏町(1951) - 作詞：西條八十／作曲：古關裕而
- 月が出た出た(1951) - 共唱：久保幸江、作詞：西條八十／作曲：古賀政男
- 京都音頭(1951) - 共唱：久保幸江、作詞：西條八十／作曲：古賀政男
- 良いとこ節(1951) - 共唱：久保幸江、作詞：西條八十／作曲：古賀政男
- サム・サンデー・モーニング(1951) - 共唱：小川静江、作詞：山口国俊／作曲：服部良一／編曲：服部良一
- ラッキーサンデー(1951) - 作詞：山口国俊／作曲：服部良一
- チャイナ・タンゴ(1951) - 作詞：藤浦洸／作詞：服部良一、中野忠晴のカバー曲
- ニコニコ音頭(1951) - 共唱：久保幸江、作詞：福田伝吉／作曲：上原げんと
- 松竹の歌(1951) - 共唱：近江俊郎・奈良光枝、作詞：西條八十／作曲：万城目正
- 故郷の丘(1951) - 作詞：曽我部博士／作曲：曽我部博士
- 旅は淋しや(1951) - 作詞：西条八十／作曲：竹岡信幸
- 浅草ラプソディ(1952) - 作詞：サトウハチロー／作曲：服部良一
- 白虎隊(1952)  - 台詞：鈴木吟亮、作詞：島田磬也／作曲：古賀政男／編曲：古賀政男、藤山一郎の歌詞違いカバー
- ギター月夜(1952) - 作詞：西條八十／作曲：古賀政男
- 落葉ひとり旅(1952) - 作詞：和田隆夫／作曲：万城目正
- 浮草一座の歌(1952) - 作詞：野村俊夫／作曲：古賀政男
- 伊那の勘太郎(1952) - 作詞：門田ゆたか／作曲：竹岡信幸
- 天草四郎の歌(1952) - 作詞：藤浦洸／作曲：上原げんと
- あゝ陽が沈む地平線(1952) - 作詞：石本美由紀／作曲：上原げんと
- 恋しあの町(1952) - 作詞：西條八十／作曲：古賀政男
- 男の慕情(1952) - 作詞：西條八十／作曲：木下忠司
- 利根の恋歌(1952) - 作詞：野村俊夫／作曲：古関裕而
- 君は心の白椿(1953) - 作詞：石本美由紀／作曲：上原げんと
- 泣くな小島のかもめ鳥(1953) - 作詞：中村初則／作曲：上原げんと
- 石狩エレジー(1953) - 作詞：桂土佐海／作曲：古賀政男／編曲
- 港の町よさようなら(1953) - 作詞：野村俊夫／作曲：古賀政男
- 夕月峠(1953) - 作詞：野村俊夫／作曲：竹岡信幸
- 城ヶ島の娘(1953) - 作詞：松坂直美／作曲：竹岡信幸
- 浅草ラプソディ(1953) - 作詞：サトウハチロー／作曲：服部良一
- 朝霧の歌(1953) - 共唱：奈良光枝、作詞：西條八十／作曲：万城目正
- 誰を待つ花(1953) - 作詞：野村俊夫／作曲：平川英夫
- お光小唄(1953) - 作詞：門田ゆたか／作曲：大村能章
- 港のカチューシャ(1954) - 作詞：石本美由紀／作曲：上原げんと
- 湖畔のギター(1954) - 作詞：野村俊夫／作曲：古賀政男／編曲
- 直次郎小唄(1954) - 共唱：神楽坂はん子、作詞：木下忠司／作曲：木下忠司
- 君ゆえに(1954) - 共唱：コロムビア・ローズ、作詞：石本美由紀／作曲：上原げんと
- 恋の窓辺(1954) - 共唱：山田陽子、作詞：西條八十／作曲：万城目正
- 伊勢おどり(1954) - 共唱：久保幸江、作詞：西條八十／作曲：古賀政男
- 夜霧のギター(1954) - 作詞：野村俊夫／作曲：服部良一
- さすらいの舞姫(1954) - 作詞：西澤義久／作曲：田村しげる
- 土佐路の一夜(1954) - 作詞：西沢爽／作曲：米山正雄
- 駅馬車は行く(1954) - 作詞：石本美由紀／作曲：上原げんと
- 山梨音頭(1954) - 共唱：久保幸江、作詞：奥山靉/作曲：服部レイモンド
- 旅路の合唱(1954) - 共唱：及川由子、作詞：西条八十／作曲：万城目正
- お山のからす(1955) - 作詞：西沢　爽／作曲：万城目正、ラジオ歌謡
- ああ若き日よどこへ行く(1955) - 共唱：コロムビア・ローズ、作詞：西條八十／作曲：万城目正
- 白浪五人男(1955) - 共唱：久保幸江・岡本敦郎ほか、作詞：正岡容／作曲：古賀政男
- 長崎の夜(1955) - 作詞：門田ゆたか／作曲：竹岡信幸
- 熱田さん(1955) - 共唱：コロムビア・ローズ、作詞：住之江京二／作曲：上原げんと
- 伊豆のお月さん(1955) - 作詞：関沢新一／作曲：万城目正
- マドロス子守唄(1955) - 作詞：西條八十／作曲：古賀政男
- ジャワの波止場(1955) - 作詞：森くにのり／作曲：仁木他喜夫
- 思い出は懐かしきかな(1956) - 作詞：野村俊夫／作曲：古賀政男
- 目ン無い化粧(1956) - 共唱：島倉千代子、作詞：西條八十／作曲：古賀政男
- 恋に朽ちなん(1956) - 作詞：野村俊夫／作曲：万城目正
- 山の椿(1956) - 作詞：西沢爽／作曲：三好一夫
- 海は星空(1956) - 作詞：野村俊夫／作曲：宮田東峰
- 流れの旅相撲(1957) - 共唱：島倉千代子、作詞：島田磬也／作曲：古賀政男
- 東京の空なつかし(1957) - 作詞：野村俊夫／作曲：万城目正
- 夕やけサーカス(1957) - 作詞：西沢爽／作曲：原六郎
- 愛情一路(1957) - 作詞：西沢爽／作曲：古賀政男
- 波止場の男(1957)-作詞:野村俊夫/作曲 ：万城目正
- ボロロン流し(1958) - 作詞：野村俊夫／作曲：三島昇
- 故郷である呼ぶ歌(1958) - 作詞：星野哲郎／作曲：船村徹
- こころ妻(1959) - 作詞：遠藤実／作曲：遠藤実
- 初恋湖畔(1959) - 作詞：谷真木彦／作曲：槙一郎
- 伊豆は恋しや (1959)- 作詞：石本美由紀／作曲：上原げんと
- 白虎隊(1963) - 作詞：野村俊夫／作曲：古賀政男／編曲：古賀政男、藤山一郎のカヴァー
- 夢二絵姿(1974) - 作詞：島田馨也／作曲：船村徹
- 妻よ/ふるさと慕情(1981) - 共唱：松原操、作詞：石本美由起／作曲：市川昭介／編曲：山田良夫
- 夕月慕情(1981) - 作詞：益子文司・石本美由起／作曲：江口夜詩
- 白い孤独の停車場(1984) - 作詞：大倉芳郎／作曲：古賀政男

## 出演映画
- 『純情二重奏』（昭和14年、松竹）
- 『君よ共に歌わん』（昭和16年、松竹）
- 『青空交響楽』（昭和18年、大映）
- 『そよかぜ』（昭和20年、松竹）
- 『飛ぶ唄』（昭和21年、大映）
- 『盗まれかけた音楽会』（昭和21年、大映）
- 『街はそよかぜ』（昭和22年、国際映画）
- 『踊る龍宮城』（昭和24年、松竹）

## 受賞歴
- 紫綬褒章（昭和54年）
- 勲四等旭日小綬章（昭和59年）

## NHK紅白歌合戦出場歴
| 年度/放送回              | 曲目         | 対戦相手   |
| ------------------------ | ------------ | ---------- |
| 1952年（昭和27年）/第2回 | 赤い椿の港町 | 久保幸江   |
| 1953年（昭和28年）/第3回 | 月が出た出た | 乙羽信子   |
| 1954年（昭和29年）/第5回 | 石狩エレジー | 渡辺はま子 |
| 1956年（昭和31年）/第7回 | 恋に朽ちなん | 松島詩子   |
| 1958年（昭和33年）/第9回 | 白虎隊       | 松島詩子   |

このうち、第7回と第9回はラジオ中継による音声が現存する。